# Bruno Pezzatti
Bruno Pezzatti, né le 4 mars 1951 à Zoug, est une personnalité politique suisse, membre du parti libéral-radical et conseiller national de 2011 à 2019.

## Biographie
Originaire de Torricella-Taverne, il étudie à l'École polytechnique fédérale de Zurich où il obtient un diplôme d'ingénieur agronome.
Il est président de Fruit-Union Suisse, l'association faîtière des producteurs de fruit. Il fait aussi partie du groupe de lobbyisme « GI Boissons rafraîchissantes ».
Il est marié et père de deux enfants.

## Parcours politique
Il entre au Grand conseil zougois en 1988. Il en devient président de 2009 à 2010, date à laquelle il quitte le parlement. Il se présente aux élections fédérales de 2011 et est élu conseiller national. Il est réélu en 2015.
Au Conseil national, il siège dans la Commission des finances et dans la Commission de la sécurité sociale et de la santé publique.